# Künten
Künten is een gemeente en plaats in het Zwitserse kanton Aargau en maakt deel uit van het district Baden.
Künten telt 1.670 inwoners.